# Hartlaubtrappe
Die Hartlaubtrappe (Lissotis hartlaubii), auch als Schwarzbürzeltrappe bezeichnet, ist eine Vogelart aus der Familie der Trappen. Das Artepitheton ehrt den deutschen Ornithologen Gustav Hartlaub.

## Merkmale
Das Männchen der Hartlaubtrappe erreicht eine Größe von 60 Zentimetern und eine Körpermasse von 1,5 bis 1,6 Kilogramm. Die Weibchen sind mit einer Körpermasse von durchschnittlich rund 1,2 kg etwas kleiner. Die Hartlaubtrappe ähnelt der nahe verwandten Schwarzbauchtrappe (Lissotis melanogaster), sie ist jedoch grauer und ausgeprägter markiert. Der Unterrücken, der Bürzel und der Schwanz sind schwarz. Beim Weibchen sind Kopf und Hinternacken creme- bis lohfarben mit dunkler braunen Markierungen. Der Bauch ist weißlich und der Schwanz ist heller als beim Männchen. Die Küken sind creme- bis lohfarben mit hellen und dunklen Markierungen.

## Vorkommen
Das Verbreitungsgebiet der Hartlaubtrappe erstreckt sich vom östlichen Sudan über Äthiopien zum nordwestlichen und südlichen Somalia, dem nordöstlichen Uganda, dem nordwestlichen und südlichen Kenia bis zum nördlichen Tansania.

## Lebensraum
Die Hartlaubtrappe bewohnt offenes, hohes Grasland mit vereinzelten Akazien in Höhenlagen bis 1600 Metern. In Kenia kommt sie in trockeneren Habitaten als die Schwarzbauchtrappe vor. In Äthiopien bevorzugt sie die mit Akazien bestandene Kurzgrassavanne und kommt dort in Höhenlagen bis 2.000 Metern vor.

## Lebensweise
Die Hartlaubtrappe ist gewöhnlich standorttreu. Jedoch haben Beobachtungen an Vögeln in der Serengeti gezeigt, dass sie zwischen Januar und Februar und zwischen September und Oktober Wanderungen durch die Savanne unternehmen. Die Hauptnahrung der Hartlaubtrappe besteht aus Pflanzen und Wirbellosen. In Äthiopien wurde die Brutaktivität im April beobachtet. In Ostafrika ist die Brutzeit während der Regenzeiten im Januar und Juni, wo das Gras am höchsten ist.

## Systematik
Die Hartlaubtrappe wurde 1863 von Theodor von Heuglin als Otis hartlaubii beschrieben. Gelegentlich wird sie in die Gattung Eupodotis gestellt.